# Dodgeball: A True Underdog Story
Dodgeball: A True Underdog Story (conocida como Cuestión de pelotas en España y Pelotas en juego en Hispanoamérica) es una película de comedia y deportes estadounidense de 2004, escrita y dirigida por Rawson Marshall Thurber y protagonizada por Vince Vaughn y Ben Stiller. La trama sigue a Peter LaFleur (Vaughn), dueño de Average Joe's, un pequeño gimnasio que está a punto de ser adquirido por Globo Gym, la cadena corporativa rival. Para salvar su negocio, Peter y su equipo poco convencional participan en un torneo de balón prisionero (dodgeball) con un premio de 50 mil dólares. Mientras tanto, Globo Gym, dirigido por el arrogante White Goodman (Stiller), también entra en el torneo para asegurarse de que Average Joe's pierda.
La película fue distribuida por 20th Century Fox y obtuvo una recepción crítica mayoritariamente favorable, con un 72 % de aprobación en Rotten Tomatoes. En términos comerciales, resultó ser un éxito significativo, recaudando más de treinta millones de dólares durante su primer fin de semana de estreno y alcanzando una recaudación final de más de 114 millones de dólares en la taquilla estadounidense.

## Trama
Cuando Peter LaFleur no puede pagar la hipoteca de su pequeño y deteriorado gimnasio Average Joe's, su arrogante y vengativo rival de negocios White Goodman, que es dueño de Globo Gym, al otro lado de la calle, lo compra. A menos que Peter pueda recaudar 50 mil en 30 días, Goodman embargará y demolerá Average Joe's para construir una nueva estructura de estacionamiento auxiliar para sus miembros. Goodman intenta seducir a la abogada Kate Veatch, quien está manejando su caso. Ella cita un conflicto de interés para rechazar sus perturbadores avances.
Peter, los empleados del gimnasio Dwight Baumgarten y Owen Dittman, y los miembros Steve «el pirata» Cowan, Justin Redman y Gordon Pibb, deciden recaudar el dinero necesario. Después de que un lavado de autos improvisado sugerido por Owen fracasa, Gordon sugiere participar en un torneo de balon prisionero (dodgeball) en Las Vegas con un premio mayor de 50 mil dólares. Justin obtiene una cinta de entrenamiento de la década de 1950 para el grupo, protagonizada por la leyenda irlandesa-estadounidense del dodgeball Patches O'Houlihan. El Troop 417 de las Girl Scouts los derrota fácilmente en las clasificatorias subregionales al día siguiente, pero son descalificadas debido a que una de sus miembros da positivo en una prueba de drogas, lo que resulta en que Average Joe's gane por defecto.
Al haber espiado a Average Joe's mediante una cámara oculta, Goodman forma su propio equipo de dodgeball, los Globo Gym Purple Cobras, y sorprende a Gordon al revelar que eludió el partido de clasificación obligatorio gracias a su camaradería con el canciller. Después de ver su enfrentamiento, Patches, ahora un hombre anciano en silla de ruedas, se acerca a Peter y se ofrece a entrenar al equipo. El inusual régimen de entrenamiento de Patches consiste en hacer que esquiven llaves inglesas, vehículos que se aproximan y sus constantes insultos. A pesar de sus habilidades en el deporte, Kate se niega a unirse al equipo, nuevamente citando el conflicto de interés.
Goodman llega sin invitación a la casa de Kate y revela que engañó a su jefe sobre ella, haciéndole creer que robó y bebió en el trabajo, lo que causó que la despidieran de su firma de abogados y lo dejara libre para salir con ella. Enfurecida, pero ahora libre del conflicto de interés, ella rechaza a Goodman y se une al equipo de Average Joe's.
A pesar de los contratiempos iniciales, el equipo avanza a la ronda final contra Globo Gym. La noche antes del partido, un cartel que cae en el casino mata a Patches. Al regresar a su habitación, Peter se encuentra con Goodman, quien ofrece codiciosamente 100 mil dólares por la escritura de Average Joe's, alegando que Peter inevitablemente causará su cierre.
Desmoralizado y ansioso de que el equipo pierda sin la motivación de Patches, Peter regaña a Steve por su comportamiento de pirata al regresar al grupo, lo que provoca la partida de Steve. El día de la final, Justin asiste a su compañera de clase y amor platónico Amber en una competencia de porristas después de que su rival Derek sufre una lesión grave, dejando a Average Joe's corto de jugadores.
Un breve encuentro con Lance Armstrong restaura la moral de Peter, pero él y Justin regresan demasiado tarde. Average Joe's ya ha sido eleminado por no presentarse. Después de que Gordon descubre que la mayoría de los jueces pueden anular esa decisión, un voto de desempate de Chuck Norris restablece al equipo.
Tras un juego intenso, Peter y Goodman se enfrentan en un partido a muerte súbita. Inspirado por el espíritu de Patches, Peter se venda los ojos, esquiva el lanzamiento de Goodman y lo golpea en la cara, ganando el campeonato y el premio en dinero. Goodman revela que Peter le vendió el gimnasio la noche anterior, pero Peter explica que usó los 100 mil dólares de Goodman para apostar por la victoria de Average Joe's. Con las probabilidades en su contra 50 a 1, recoge 5 millones de dólares. Peter luego anuncia su intención de invertir en la participación mayoritaria de Globo Gym, permitiéndole ser dueño de la empresa y sus subsidiarias, que ahora incluyen a Average Joe's, antes de despedir a Goodman. Joyce, una amiga de Kate que voló desde Guam para presenciar el partido final, llega y la besa apasionadamente, sorprendiendo a Peter; Kate luego revela su bisexualidad y besa a Peter de manera similar. Peter comienza una relación con Kate y Joyce, mientras que Justin y Amber se casan y luego tienen hijos, y Owen comienza a salir con Fran Stalinovskovichdaviddivichski del equipo de Globo Gym.

## Reparto
- Vince Vaughn como Peter «Pete» LaFleur
- Ben Stiller como White Goodman
- Christine Taylor como Katherine «Kate» Veatch
- Rip Torn como Patches O'Houlihan
- Justin Long como Justin Redman
- Stephen Root como Gordon Pibb
- Alan Tudyk como Steve «Pirate» Cowan
- Joel David Moore como Owen Dittman
- Chris Williams como Dwight Baumgarten
- Missi Pyle como Fran Stalinovskovichdaviddivichski
- Jamal Duff como Me'Shell Jones
- Gary Cole como Cotton McKnight
- Jason Bateman como Pepper Brooks
- Al Kaplon como el árbitro
- William Shatner como el canciller de dodgeball
- Julie Gonzalo como Amber
- Trever O'Brien como Derek
- Rusty Joiner como Blade
- Kevin Porter como Lazer
- Brandon Molale como Blazer
- Curtis Armstrong como Sr. Ralph
- Scarlett Chorvat como Joyce
- Lori Beth Denberg como Martha Johnstone
- Hank Azaria como el joven Patches
- Cayden Boyd como Timmy
- Suzy Nakamura como la esposa de Gordon
- Bob Cicherillo como Rory
- Patton Oswalt como empleado del videoclub
- Lance Armstrong como él mismo
- Chuck Norris como él mismo
- David Hasselhoff como él mismo

## Producción
El personaje de Ben Stiller, White Goodman, fue una copia intencionada de su personaje Tony Perkis Jr., de la película Pesos pesados. Stiller optó por repetir su actuación, creyendo que nadie había visto esa película, pero se enteró demasiado tarde de que tenía un gran número de seguidores de culto. Añadió que Perkis era «un primo hermano o segundo» de Goodman y no se arrepentía de haber hecho una interpretación alternativa.
Cuando la película se proyectó para el público de prueba, el final original mostraba la derrota de Average Joe's contra Globo Gym en la final. Tras la mala recepción del final por parte de la audiencia de prueba, se añadieron el combate a muerte súbita y la victoria de Average Joe's en el torneo de balón prisionero, junto con el regreso de White a la obesidad.

## Recepción

### Taquilla
En su primera semana, la película recaudó más de 29 millones de dólares, y alcanzaría una recaudación nacional de 114,3 millones de dólares y un total mundial de 168,4 millones de dólares.

### Crítica
En el sitio web recopilador de reseñas Rotten Tomatoes, el 72 % de las 166 críticas son positivas, con una calificación promedio de 6,3/10. El consenso del sitio web dice: «Orgullosamente profana y espléndidamente absurda, Dodgeball es una digna sucesora espiritual de las comedias disparatadas de los años 1980». Metacritic, que utiliza un promedio ponderado, le asignó a la película una puntuación de 55 sobre 100, basándose en 34 críticas, lo que indica reseñas «mixtas o regulares». El público encuestado por CinemaScore le dio a la película una calificación promedio de «B+» en una escala de A+ a F.
The Boston Globe elogió la visión satírica de Stiller sobre la virilidad masculina y la química entre Vince Vaughn y Christine Taylor.   Joe Morgenstern, de The Wall Street Journal, inicialmente se negó a reseñar la película, creyendo que no merecía su atención. Sin embargo, tras reseñar la edición en DVD, cambió de opinión y escribió: «Mea culpa, mea culpa. La ópera prima de Rawson Marshall Thurber, protagonizada por Ben Stiller y Vince Vaughn, es errática, imbécil, por no decir completamente idiota, intrascendente incluso en su mínima expresión, y sumamente entretenida». Roger Ebert le otorgó a la película tres estrellas de cuatro en su reseña del Chicago Sun-Times y escribió: «En un regalo milagroso para el público, 20th Century-Fox no revela todos los mejores gags en su tráiler». Otras críticas, como la de Slant Magazine, catalogó a la película como «menos que una broma», mientras que TV Guide señaló que Ben Stiller «no sabe cuándo detenerse».

### Premios
| Organización                    | Categoría                  | Receptor                                                                                                  | Resultado  |
| ------------------------------- | -------------------------- | --- | ---------- |
| Premios BMI (2005)              | Mejor banda sonora         | Theodore Shapiro                                                                                          | Ganador    |
| Premios ESPY (2004)             | Mejor película de deportes | Mejor película de deportes                                                                                | Candidata  |
| MTV Movie & TV Awards (2005)    | Mejor actuación cómica     | Ben Stiller                                                                                               | Candidato  |
| MTV Movie & TV Awards (2005)    | Mejor equipo en pantalla   | Vince Vaughn, Christine Taylor, Justin Long, Alan Tudyk, Stephen Root, Joel Moore y Chris Williams        | Candidatos |
| MTV Movie & TV Awards (2005)    | Mejor villano              | Ben Stiller                                                                                               | Ganador    |
| Premios Golden Raspberry (2005) | Peor actor                 | Ben Stiller (también por Anchorman: The Legend of Ron Burgundy, Along Came Polly, Envy y Starsky & Hutch) | Candidato  |

## Secuela
El 22 de abril de 2013, se anunció que 20th Century Fox había comenzado el desarrollo de una secuela de la película, con el guion de Clay Tarver y el regreso de Ben Stiller y Vince Vaughn como protagonistas. Sin embargo, Stiller declaró posteriormente que desconocía la existencia de una secuela de Dodgeball. En junio de 2017, se publicó en línea un video de reunión del elenco titulado «Play Dodgeball with Ben Stiller», en el que se anunciaba un concurso para recaudar fondos para la Stiller Foundation.
El 27 de abril de 2023, se anunció que 20th Century Studios había reanudado la producción de una secuela, con el regreso de Vaughn, quien posiblemente sería el productor de la nueva película.